# Emil Heyn

Emil Heyn

Friedrich Emil Heyn (* 5. Juli 1867 in Annaberg; † 1. März 1922 in Berlin) war Eisenhütteningenieur und gilt als Nestor der Metallkunde und der Metallographie. Er war der Begründer neuer mikroskopischer Untersuchungsverfahren für Metalle und Legierungen.

## Leben

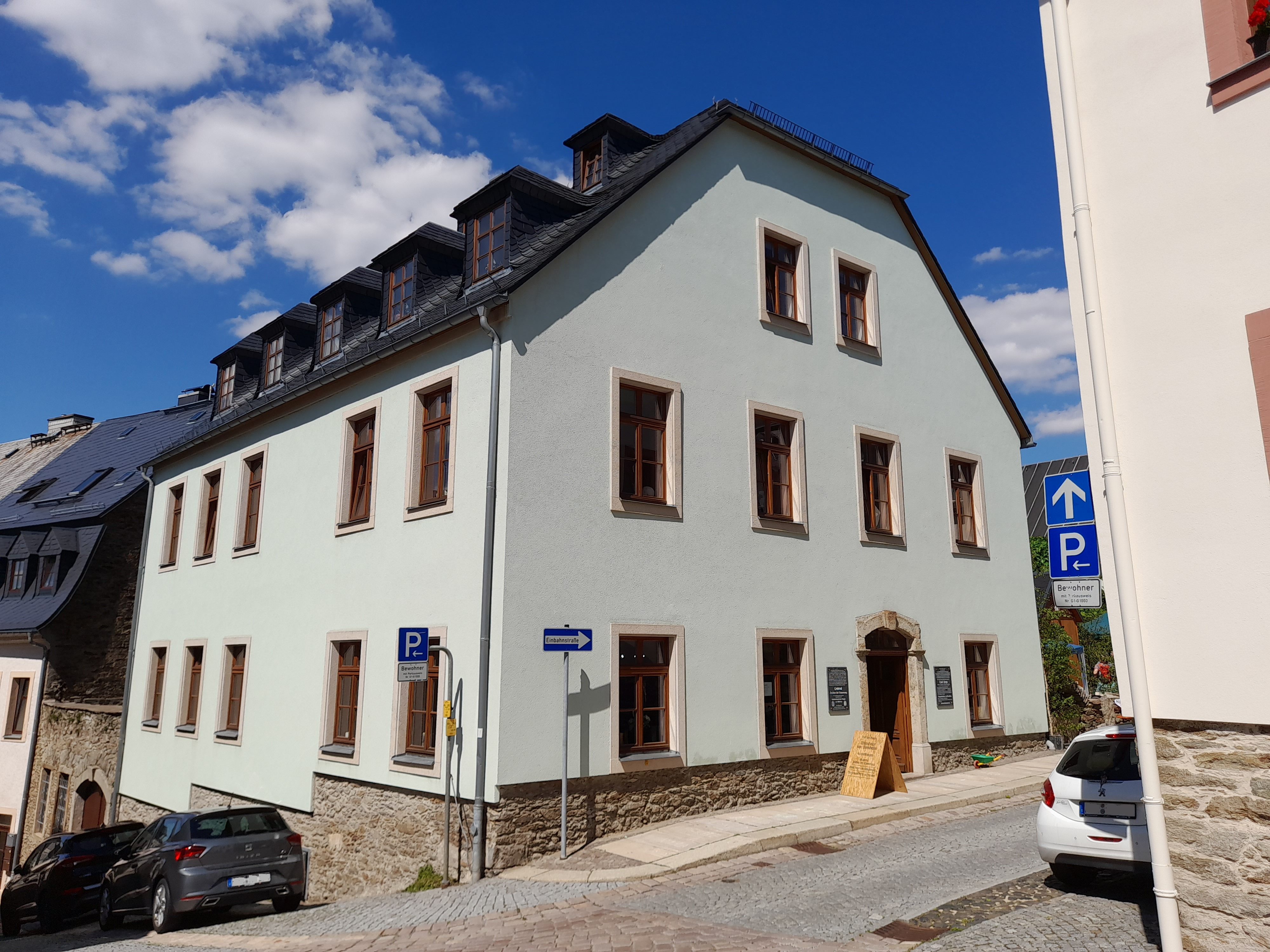
Obere Badergasse 2 (Annaberg), Geburtshaus von Emil Heyn

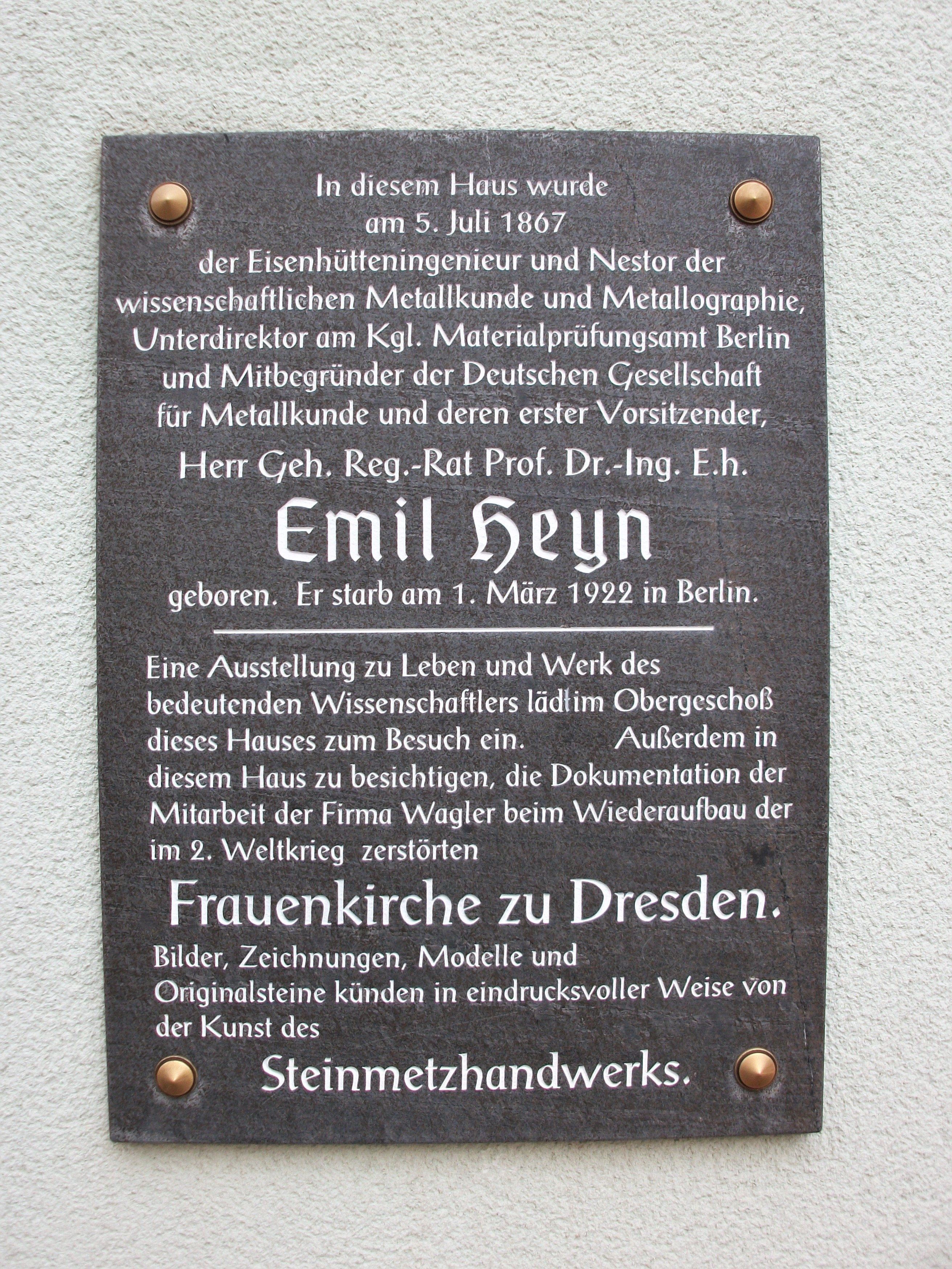
Obere Badergasse 2 (Annaberg), Gedenktafel Emil Heyn

Friedrich Emil Heyn wurde als Sohn des Bergmannsschneiders Wilhelm Emil Heyn und seiner Ehefrau Johanna geboren. Die Familie Heyn wohnte in der damaligen Silberstraße 957, der späteren Oberen Badergasse 2 in Annaberg. Sie gehört, wie aus den Archivunterlagen der Ev.-luth. Kirche Annaberg hervorgeht, zu den Nachkommen des um 1492 in Staffelstein (Franken) geborenen und ab 1523 in der Bergstadt Annaberg wirkenden deutschen Rechenmeisters und Bergbeamten Adam Ries.
Ab dem 20. April 1872 war die Familie Heyn in Freiberg (Sachsen) wohnhaft. Zusammen mit seinen Eltern wohnte Friedrich Emil Heyn u. a. in der Freiberger Kesselgasse, Burgstraße, Rinnengasse, Akademiestraße und Korngasse. Sein Vater, der am 6. Dezember ein Gewerbe als Herrenkleidermacher / Wäscher von Herrenkleidern bei der Stadt anmeldete, erhielt am 13. Januar 1881 das Bürgerrecht der Stadt.

### Schulzeit und Studium
Nach dem Besuch der Knabenbürgerschule von 1874 bis 1881 und dem Städtischen Realgymnasium von 1881 bis 1886 in Freiberg, die er zum Teil mit Überspringungen einzelner Klassen durchlief, arbeitete er praktisch in einigen Hüttenwerken im Freiberger Bezirk. Sein Interesse für die Gewinnung, Be- und Verarbeitung sowie die Prüfung der Metalle wurde dort bereits nachhaltig geweckt. Aufgrund seines überdurchschnittlichen Wissens und seiner sehr guten praktischen Erfahrungen konnte er bereits 1886 als 3440. Student an der Kgl. Sächs. Bergakademie zu Freiberg immatrikuliert werden und begann sein Studium am 4. Mai 1886. Während seines Studiums wurde er 1886 Mitglied der Freiberger Burschenschaft Glückauf.
An der Bergakademie Freiberg studierte er von 1886 bis 1890 Eisenhüttenkunde, vor allem bei Adolf Ledebur (1837 bis 1906). Von ihm wird angenommen, dass er damals noch Vorbehalte gegen die später von Emil Heyn akribisch aus der Empirie in den Status einer Technikwissenschaft entwickelte Metallographie hatte. Ledebur, der erste Ordinarius für Eisenhüttenkunde, erkannte frühzeitig die hohe wissenschaftliche Begabung von Emil Heyn, der mit großem Ernst und rastlosem Fleiß studierte, und widmete ihm somit sein besonderes Interesse.
Nachdem Heyn die Prüfung in den Fächern Mathematik, anorganische Chemie, Mineralogie, Experimentalphysik, Lötrohrprobierkunde, Aufbereitungslehre, analytische Chemie, Eisenhüttenkunde, Eisenprobierkunde, metallurgische Technologie und Maschinenlehre mit der allgemeinen Zensur „Ausgezeichnet“ bestanden sowie seine fachmännische Examensarbeit eingereicht hatte und von Ledebur mit Bestnote diplomiert wurde, erhielt er am 19. Dezember 1890 das Zeugnis der akademischen Reife für das Fach eines Eisenhütteningenieurs.
Zuvor nahm Emil Heyn von August bis Dezember 1890 als junger Diplomand an einer Expedition nach Schweden (Klefva Bruk) teil, um die dortigen aufgeschlossenen Goldgruben auf Abbauwürdigkeit zu prüfen. Bei der Teilnahme am Preis-Stenographieren auf der Generalversammlung des Königlichen Stenographischen Instituts im Frühjahr 1890 in Zschopau erzielte Emil Heyn den 1. Preis im Diktat in der Schnelligkeit von 80 bis 100 Wörtern in der Minute und einer Gesamtzeit von fünf Minuten.

### Privatleben
Am 4. April 1895 heiratete Emil Heyn Elfriede Papenheim im Rahmen einer Haustrauung. Elfriede (* 18. Januar 1872 in Hörde) war die Tochter des Kaufmanns Heinrich Friedrich Papenheim und Elfriede Halbach. Aus der Ehe der beiden gingen zwei Kinder hervor, eine Tochter und ein Sohn.
Seine letzte Ruhestätte fand er auf dem damaligen Dorffriedhof Dahlem neben seinem väterlichen Freund Adolf Martens.

## Beruf
Nach dem sehr gut bestandenen Examen ging Emil Heyn in die Praxis und zog dafür am 1. November 1891 in das Ruhrgebiet. Dort arbeitete er vom 1. Januar 1891 bis zum 30. November 1892 als Ingenieur und Laborant in den Chemischen Laboratorien im Gussstahlwerk bei der Friedrich Krupp Aktiengesellschaft in Essen, wo er umfangreiche metallkundliche und metallographische Untersuchungen übertragen bekam. Anschließend war er im Eisenwerk des damaligen Dortmund-Hörder Bergwerks- und Hüttenvereins in Hörde in Westfalen im Laboratorium von November 1892 bis Oktober 1893 als Chemiker und anschließend bis Ende Oktober 1894 als Ingenieur und Konstrukteur für den Neubau zweier Hochöfen mit sämtlichen Nebeneinrichtungen tätig.
Danach folgte Emil Heyn dem Ruf an die Königliche Ober-Realschule Gleiwitz (Gliwice) in O./S., wo er seine pädagogische Begabung autodidaktisch prägte und wo er von Anfang November 1894 bis Ende März 1896 als Lehrer an der dort eingegliederten Fachschule die Fächer Hüttenkunde, Chemie, Physik, Kristallographie und Laborkunde unterrichtete. Nachdem die Königliche Oberschlesische Maschinenbau- und Hüttenschule Gleiwitz gegründet wurde, lehrte Emil Heyn an dieser Einrichtung als etatmäßiger Lehrer von April 1896 bis März 1898 dieselben Unterrichtsfächer. Bedingt durch die hohe Lehrbelastung blieb ihm kein Freiraum für die Forschung. Da Heyn in der Lehrtätigkeit keine innere Befriedigung fand, nahm er 1898 eine ihm von seinem Lehrer Adolf Ledebur vermittelte und vom damaligen Leiter der Mechanisch-Technischen Versuchsanstalt der Kgl. Technischen Hochschule Berlin-Charlottenburg, Adolf Martens (1850 bis 1914), angebotene Stelle als Mitarbeiter und Assistent an.
Sein Schritt erfolgte genau zu der Zeit des Übergangs von der vorwiegend empirischen zur wissenschaftlichen Werkstoffprüfung. Sein Wechsel zu Adolf Martens, dem Vater der systematischen Metallographie und Nestor der wissenschaftlichen mechanischen Materialprüfung, war für seine Zukunft und für die Entwicklung der von ihm später vertretenen Technikwissenschaft Metallkunde von ausschlaggebender Bedeutung.
In den Berliner Versuchsanstalten, dem späteren Königlichen Materialprüfungsamt Berlin, erkannte zuerst Adolf Martens den praktischen Wert der damals noch in den Anfängen steckenden metallographischen Untersuchungsmethoden. Wenn diese Anfang des 19. Jahrhunderts umgehend zum wichtigen Rüstzeug der Metalle verarbeitenden Industriezweige geworden sind, so ist das vor allem ein Verdienst von Adolf Martens, aber noch mehr seines Leiters der Abteilung Metallographie und Unterdirektor der drei chemisch-physikalischen Abteilungen Emil Heyn.

### Zusammenarbeit mit Adolf Martens
Emil Heyn lernte ab 1898 in den mechanisch-technischen Versuchsanstalten der Technischen Hochschule Berlin bei Adolf Martens alle damaligen in der Anwendung befindlichen metallographischen Untersuchungsmethoden kennen. Damit ging sein Streben in Erfüllung, werkstoffkundliche Grundlagenforschung betreiben zu können und unverstandene Zusammenhänge bei Materialien, insbesondere bei den Metallen, aus ihrem Aufbau zu erklären.
Seine erste ihm übertragene Aufgabe war, die von Adolf Martens begründeten neuen Untersuchungsverfahren der Metalle und Legierungen auf mikroskopischem Wege weiter auszubauen. Sehr hilfreich für ihn war bei seinen Untersuchungen von Eisen und Stahl die von Martens für Vergleichs- und Lehrzwecke geschaffene Sammlung von 120 Schliffen. So entstand die Martens-Heynsche mikroskopische Einrichtung, die Grundlage für alle später entworfenen Apparate für metallkundliche Untersuchungen war. Gemeinsam schafften Emil Heyn und Adolf Martens in nur drei Jahren, dass die Königlichen Mechanisch-Technischen Versuchsanstalten Berlin um 1900 eine führende Rolle in Deutschland innehatte. Des Weiteren wurde von beiden auch erreicht, dass Berlin sich sowohl zum nationalen wie auch internationalen Zentrum der Metallographie avancierte.
Der Erfolg der Arbeiten von Emil Heyn basierten maßgeblich auf der Martensschen Schule zur Materialuntersuchung, nämlich: „Im Kleingefüge eines Metalls oder einer Legierung ist eine Art Urkunde niedergelegt, in welcher die Entwicklungsgeschichte des Materials bis zu einem gewissen Grad aufgezeichnet ist“. Und diese von Martens aufgestellte und Heyn und Wetzel voll anerkannte sowie verbreitete These hat noch heute wie einst ihren Bestand. Nur durch die Identifizierung mit diesem Lehrsatz, war es möglich, dass durch diese drei Autoritäten drei Bände, des „Handbuches der Materialienkunde für den Maschinenbau“ (Martens – 1898, Heyn – 1912, Wetzel – 1924) erschienen.
Seine erste wissenschaftliche Veröffentlichung, eine metallographische Abhandlung, über „Mikroskopische Untersuchungen an tief geätzten Eisenschliffen“ erschien im Jahr 1898. In dieser Arbeit stellt er auch das von ihm entwickelte und auch heute noch genutzte Ätzverfahren mit Kupferammoniumchlorid – dem so genannten „Heynschen Ätzmittel“ zur Erkennung von Phosphorseigerungen im Flusseisen vor.
Und 1899 entstand mit Martens gemeinsam die grundlegende Arbeit „Über die Mikrophotographie im auffallenden Licht und über die mikrophotograpischen Einrichtungen der Königlich Mechanisch-Technischen Versuchsanstalt in Charlottenburg“, was seinen Namen als Technikwissenschaftler des 19. und 20. Jahrhunderts unvergänglich gemacht hat.
In über 70 wissenschaftlichen Veröffentlichungen gibt er seine allein, teils in Gemeinschaft mit seinen Mitarbeitern erzielte Ergebnisse grundlegender theoretischer sowie experimenteller Arbeiten weiter.
Den jungen Metallforscher Heyn interessierten bei seinen Untersuchungen insbesondere alle so genannten Metallkrankheiten der Metalle und Legierungen. So entstanden seine zahlreichen und vielseitigen Abhandlungen über Ätzverfahren, Seigerungen, Wasserstoffkrankheit, Korrosion, Härten und Glühen, Spannungserscheinungen, Kerbwirkung, Kupfer und Sauerstoff, Kleingefüge des Eisens, Umwandlung des Kleingefüges bei Eisen und Kupfer durch Formänderung im kalten Zustande und darauf folgendes Ausglühen.
Seine Ergebnisse aus hunderten Untersuchungen von fehlerfreien und fehlerhaften Proben sowie die Aufnahme der Herstellungsabläufe vom Modell bis zur Fertigbearbeitung in Eisen- und Stahlgießereien, Hammer- und Presswerken sowie mechanischen Werkstätten mündeten in der für die Lehre, das Studium und die Praxis bedeutende Abhandlung „Die Metallographie im Dienste der Hüttenkunde“. Emil Heyn veröffentlichte dieses Lehrbuch 1903 beim Verlag von Craz & Gerlach in Freiberg, wo er in gemeinverständlicher Weise insbesondere die Kapitel „Die Erscheinungen beim Abschrecken von Eisen-Kohlenstoff-Legierungen“ sowie „Die Erscheinungen bei der Erstarrung und Abkühlung der Eisen-Kohlenstofflegierungen“ erläutert.
Mit seiner Arbeit aus dem Jahre 1904 „Labile und metastabile Gleichgewichte in Eisen-Kohlenstoff-Legierungen“, veröffentlicht in der Zeitschrift für Elektrochemie, schaffte er Klarheit zwischen Theorie und Praxis, da er erkannt hatte, dass der Graphit der stabilen und das Eisencarbid der labilen oder metastabilen Erscheinungsform entsprechen müsse und stellte das darauf aufbauende entwickelte Doppeldiagramm vor. Durchgesetzt hat sich das „Heynsche Doppeldiagramm“ aber erst nach langen Kämpfen und Anfeindungen.
Heyns bedeutendste Arbeit ist aber der von ihm bearbeitete zweite Band des „Martensschen Handbuches der Materialienkunde für den Maschinenbau“ – „Die technisch wichtigen Eigenschaften der Metalle und Legierungen“, das 1912 im Verlag von Julius Springer in Berlin erschien. Im Vorwort dieses Buches definierte er schon damals den Begriff der „Metallographie“ breiter, als der Name Metallbeschreibung oder Gefügelehre besagt und bescheinigte dieser Wissenschaft ihren überaus großen interdisziplinären Charakter.
Bezeichnend für ihn sind, dass er in diesem Handbuch die Gesetze der Phasenlehre in streng logischem Aufbau entwickelte und in formvollendeter Sprache auf alle Gebiete eingeht, die mit der Metallkunde und Metallprüfung in engster Verbindung stehen.
Der von ihm fast vollendete zweite Teil des zweiten Band des „Handbuches der Materialienkunde für den Maschinenbau“, der in den zwei durchgearbeiteten Urschriften: Eisen und Kohlenstoff sowie Kaltrecken und Glühen nach dem Kaltrecken vorlag, gab Professor Erich Wetzel zwei Jahre nach dem Tode Heyns im Jahre 1924 ebenfalls im Springerverlag als Monographie unter dem Titel „Die Theorie der Eisen-Kohlenstoff-Legierungen“ heraus. Dem Herausgeber gelang es damit, nicht nur das Lehrwerk von Emil Heyn, das vordergründig der Metallographie gewidmet war, zu würdigen, sondern er schaffte es auch, den wissenschaftlichen Fundus des Mitbegründers der Technikwissenschaft Metallkunde in einem als dritten Teil des Handbuches zu wertenden Werk der Nachwelt zu erhalten.
Zu den außerordentlichen wissenschaftlichen Leistungen von ihm zählen auch ein Modell der Entstehung von Eigenspannungen, die Untersuchungen über das Rosten von Eisen sowie die umfangreichen metallkundlichen und metallographischen Betrachtungen der Nichteisenmetalle und deren Legierungen. Beispielsweise ist von Heyn auch die gefährliche Bedeutung der Kerbwirkung auf Konstruktionsteile als einem der ersten erkannt worden. Um auf die Gefahren aufmerksam zu machen, die mit scharfen Einkerbungen verbunden sind, nutzte er eine Vielzahl von Veröffentlichungen und speziellen Vorträgen dazu.
Emil Heyn lehrte als Privat-Dozent an der Königlichen Technischen Hochschule Berlin-Charlottenburg, die Zulassung dazu erhielt er vom Abteilungskollegium Maschineningenieurwesen für das Lehrfach „Die Zustandsänderungen der Metalle und Legierungen bei ihrer technischen Verarbeitung mit Berücksichtigung der wichtigsten Ergebnisse der Metallmikroskopie“ am 17. Mai 1900. Und nachdem sich Emil Heyn im Jahre 1900 für seine erste akademischen Lehrtätigkeit habilitiert hatte, erhielt er im Wintersemester 1901/02, die ordentliche Professur für „Allgemeine mechanische Technologie“ an dieser Berliner Technischen Hochschule.
Wegweisend für ihre Lehre seinerseits war seine 1911 erschienene Veröffentlichung „Der technologische Unterricht als Vorstufe für die Ausbildung des Konstrukteurs“. In ihr weist er aus, dass die „Mechanische Technologie“ nicht nur ihrer selbst willen zu lehren sei, sondern nur als Vorbildung für den späteren konstruktiven Unterricht im Maschinenbau gelehrt werden solle.
Adolf Martens, der für den Neubau der „Mechanisch-Technischen Versuchsanstalt“ in Groß-Lichterfelde-West Planer, Konstrukteur, Bauleiter, Prüfmaschinen- und Messmittelentwickler sowie Innenarchitekt und Einrichtungsgestalter war, zog auch Heyn zur intensiven Mitarbeit heran. Dies geschah, da er, wie es sich von Beginn an zeigte, nicht nur in der Lage war, auf die Fülle aller Martensschen Gedanken einzugehen, sondern auch seine Anregungen sofort zu verarbeiten verstand.
An dem 1904 begründeten Materialprüfungsamt zu Berlin oblag ihm dann die Leitung der gesamten chemischen und metallurgischen Abteilung des neuen Königlichen Materialprüfamtes. Für ihn war dies ein stresserfülltes Leben, da er sich gleichzeitig in zwei exponierten Anstellungen befand, nämlich erstens als Forscher im Materialprüfungsamt und zweites als Dozent in der Technischen Hochschule.
Heyn ist zu auch verdanken, dass die Metallographie in technischen Betrieben relativ schnell Fuß fasste. Um dies zu erreichen, hat er zahlreichen Ingenieuren hierzu im Materialprüfamt die dafür notwendigen Voraussetzungen in Theorie und Praxis zum Arbeiten in einem metallographischen Labor beziehungsweise in einer solchen Versuchsanstalt vermittelt.
Dass damals wie heute viele metallerzeugende, metallbe- und verarbeitende Betriebsstätten eigene metallographische Untersuchungseinrichtungen haben, ist ein weiteres Verdienst von ihm. Unterstützend dabei wirkte auch das von Heyn geschaffene „Institut für mechanische Technologie und Metallkunde“ an der Technischen Hochschule Charlottenburg.
Emil Heyn setzte sein außergewöhnliches Wissen und Können nicht nur auf seinem Hauptgebiet der Metallkunde ein, sondern er war dadurch auch in der Lage sich mit ganz außerhalb dieser Thematik liegenden Problemen zu beschäftigen.
So hat er beispielsweise für das Materialprüfungsamt ein Verfahren zur Prüfung von Ballonstoffen auf Wasserstoffdurchlässigkeit entwickelt. Des Weiteren hat er mit dem aus Goldingen in Russland stammenden, 1896 bis 1897 als 4049 eingeschriebenen und 1901 diplomierten Bergstudenten, Oswald Bauer (1876 bis 1936) und Erich Wetzel das physikalisch-thermische Verhalten von Baustoffen untersucht. Hierzu veröffentlichte er zusammen mit seinen Fachkollegen 1914 die gewonnenen bedeutenden Ergebnisse unter dem Titel „Untersuchung über die Wärmeleitfähigkeit feuerfester Baustoffe“.
Im gleichen Jahr erschien in Gemeinsamkeit mit dem Professor für Eisenhüttenkunde Oswald Bauer (1876 bis 1936), eine Abhandlung in der die mit ihm gewonnenen klassischen Ergebnissen von Werkstoffuntersuchungen dargestellt wurden, nämlich „Untersuchungen über Lagermetalle, Antimon-Blei-Zinn-Legierungen“.
Eine sehr vielseitige und umfangreiche Tätigkeit leistete Emil Heyn auch in technischen Vereinen. So zählt er zu den Mitbegründern der 1912 geschaffenen Gesellschaft Deutscher Metallhütten- und Bergleute (GDMB). Auch die Gründung des Fachausschusses Metallverarbeitung in dieser Gesellschaft geht auf seine Initiative zurück.
Gleiches gilt auch für die am 27. November 1919 aus diesem Fachausschuss begründete Deutsche Gesellschaft für Metallkunde e. V. (die heutige Deutsche Gesellschaft für Materialkunde, DGM mit Sitz in Berlin), deren 1. Vorsitzender Emil Heyn war. Mit seinem Engagement um die Erforschung der Metalle kommt ihm das Verdienst zu, diese in relativ kurzer Zeit zu einem Schwerpunkt deutscher Metallforschung entwickelt zu haben.
Seine Forschungsergebnisse stellte er auch auf internationalen Kongressen in Berlin, Budapest, Brüssel, Kopenhagen und New York. Durch seine ungewöhnliche Begabung für fremde Sprachen war er oft einziger Dolmetscher schwedischer, dänischer, holländischer und russischer Gelehrter. Sowohl die englische wie auch französische Sprache beherrschte Heyn mit den technischen Ausdrücken in Wort und Schrift fließend.
Die außerordentlichen wissenschaftlichen Leistungen von Geheimrat Professor Emil Heyn wurden sowohl national wie auch international gewürdigt. So erhielt er auf der Weltausstellung im Jahre 1910 in Brüssel in der Sektion Metallographie den Großen Preis für die Förderung der metallographischen Wissenschaft und 1921 erfolgte in Würdigung seiner Verdienste um die neuen, insbesondere durch Emil Heyn sich entwickelnden Wissenschaften Metallkunde und Metallographie durch die Bergakademie Clausthal die Verleihung der Ehrendoktorwürde.
Seine größte Wertschätzung erhielt Heyn im Sommer 1920, als er die Aufbauleitung für das Kaiser-Wilhelm-Institutes für Metallforschung (KWI), heute: Max-Planck-Institut für Metallforschung (Stuttgart), in Neubabelsberg übertragen bekam. Er war ab 1921 auch der erste Direktor dieses Instituts. Ihm stand nun die stets angestrebte Forschungsstätte zur Verfügung, die die Möglichkeiten bot, die bei der Gewinnung der Metalle, bei der technologischen Verarbeitung und bei der Verwendung der Metalle und Legierungen auftretenden vielseitigen Vorgänge wissenschaftlich zu erforschen.
Um das auf der Basis modernster wissenschaftlicher Möglichkeiten durchführen zu können, wurde auf Wunsch Heyns 1922, nachdem 1912 die Entdeckung der Röntgenbeugung durch Max von Laue (1879 bis 1960) und anderen bei Strukturuntersuchungen viele Chancen versprach, eine eigenständige Abteilung für röntgenographische Untersuchungen eingerichtet.
Leider konnte der Geh. Reg.-Rat Prof. Dr.-Ing. E. h. Emil Heyn, der kurz nach der offiziellen Eröffnung dieses Instituts am 5. Dezember 1921 an einer Gesichtsrose erkrankte, diese von ihm aufgebaute Wirkungsstätte, nicht wie eigentlich vorgesehen, nutzen, da er 55-jährig am 1. März 1922 in Berlin verstarb. Mit seinem Tod verlor die Industrie und Wissenschaft einen der bedeutendsten Forscher seiner Zeit.
Im Nachruf für Emil Heyn des Vereins deutscher Eisenhüttenleute, dem heutigen Stahlinstitut VDEh, drücken die Professoren Kessner und Wetzel ihre ganz persönliche hohe Wertschätzung sowie die der Fachwelt über den Pionier, welcher wesentlich zur wissenschaftlichen Fundierung und weltweiten Institutionalisierung der technikwissenschaftlichen Disziplin Metallographie zu Ende des 19. Jahrhunderts und Beginn des 20. Jahrhunderts beigetragen hat, aus.
Auch seine Kurzbiographie in dem Buch „Alte Freiberger Bergstudenten, Band 1“ würdigt seine Verdienste und Fähigkeiten, indem da über ihn formuliert ist: „Er war einer jener seltenen Forscher, die voll neuer und origineller Ideen neben tiefgründigen theoretischen Wissen und großer Gelehrsamkeit außerordentlich praktische Kenntnisse mit Sinn für die Bedürfnisse der Industrie besitzen und dadurch berufen sind, auf jedem Gebiet, mit dem sie sich befassen, Bahn brechend zu wirken. Eine gerade, ehrliche, allem Halbwissen durchaus ab geneigte Natur, schritt er auf dem einmal richtig erkannten Weg, oft rücksichtslos, aber auch stets mit Einsetzung seiner ganzen Persönlichkeit voran“.
Das verdienstvolle Schaffen von Emil Heyn fand schon in dem von Conrad Mattschoss im Auftrage des Vereines Deutscher Ingenieure 1925 herausgegebenem Buch „Männer der Technik“ eine gebührende Würdigung: Professor Emil Heyns Person zeichnete besonders aus, die außergewöhnliche Dimension seines Denkens, Wissens und Könnens sowie seine exzellente Begabung, Wissenschaft und Praxis miteinander zu verbinden.
In Erinnerung an die Verdienste von Emil Heyn um die Metallkunde und die DGM wurde die „Emil-Heyn-Denkmünze“ von diesem eingetragenen Verein gestiftet und erstmals 1929 an Professor Gustav Tammann verliehen. Sie wird seitdem auf Beschluss des Vorstandes der Gesellschaft auf einer ordentlichen Hauptversammlung für hervorragende Leistungen, durch die wesentliche Fortschritte in der Entwicklung der Nichteisenmetalle in wissenschaftlicher, praktischer oder wirtschaftlicher Hinsicht erreicht worden sind, an Wissenschaftler der ganzen Welt verliehen.

## Das Kaiser-Wilhelm-Institut für Metallforschung in Neubabelsberg
Das Kaiser-Wilhelm-Institut für Metallforschung in Neubabelsberg wurde im Juli 1920 durch das Engagement von Emil Heyn, der auch zum ersten Direktor berufen wurde, gegründet. Die offizielle Eröffnung fand am 5. Dezember 1921 statt. Aufgenommen wurde dieses von Emil Heyn entworfene, aufgebaute und geleitete Institut in den Räumlichkeiten der zuvor bestehenden Zentralstelle für wissenschaftlich-technische Untersuchungen.

## Publikationen (Auswahl)
- Die Metallographie im Dienste der Hüttenkunde. Verlag von Craz & Gerlach (Joh. Stettner), Freiberg in Sachsen 1903.
- Physikalisch-chemische Tabellen. Herausgegeben von Richard Börnstein und Wilhelm Meyerhoffer unter Mitwirkung u. a. von E. Heyn und mit Unterstützung der Königlich Preußischen Akademie der Wissenschaften. 3., umgearbeitete und vermehrte Auflage. 1905.
- mit O. Bauer: Metallographie. – Kurze gemeinfassliche Darstellung der Lehre von den Metallen und Legierungen, unter besonderer Berücksichtigung der Metallmikroskopie. (= Sammlung Göschen. 432. und 433. Bändchen). I. Allgemeiner Teil; II. Spezieller Teil. Göschen´sche Verlagsbuchhandlung, Leipzig 1909. (Mehrere Auflagen, 1912 Übersetzung ins Italienische.)
- mit A. Martens: Handbuch der Materialienkunde – Die technisch wichtigen Eigenschaften der Metalle und Legierungen. Springer, Berlin 1912.
- mit E. Wetzel (Hrsg.): Theorie der Eisen-Kohlenstoff-Legierungen. – Anhang: Kaltrecken und Glühen nach dem Kaltrecken. Julius Springer, Berlin 1924.
- Physical Metallography. by Professor Dr.-Ing. E. h. Emil Heyn Geheimer Regierungs-Rat. Late Director of the Königlichen Materialprüfungsamt and of the Kaiser-Wilhelm.-Institut für Eisenforschung. Translated from the German and somewhat augmented by A. Markus, S. B. Grossmann. John Wiley & Sons, New York / Chapman & Hall, London 1925.

## Die Heyn-Denkmünze
In Erinnerung an die überaus großen Verdienste von Emil Heyn auf dem Gebiet der Materialprüfungen der Technik, seine Mitbegründung der Teilwissenschaften der Werkstoffwissenschaften Metallkunde und Metallografie sowie die Begründung der Deutschen Gesellschaft für Metallkunde e. V. (DGM) wird von dieser Gesellschaft – die mittlerweile in „Deutsche Gesellschaft für Materialkunde“ umbenannt wurde – seit 1929 die Heyn-Denkmünze an verdienstvolle, in diesen Disziplinen arbeitende Wissenschaftler, verliehen.
Die Verleihung der ersten Heyn-Denkmünze, der höchsten Auszeichnung auf wissenschaftlichem Gebiet der Metallkunde, erfolgte am 7. September 1929 auf der Hauptversammlung der Deutschen Gesellschaft für Metallkunde in Düsseldorf an das erste Ehrenmitglied der DGM, Herrn Geheimrat Tammann.